# 沙夫大道

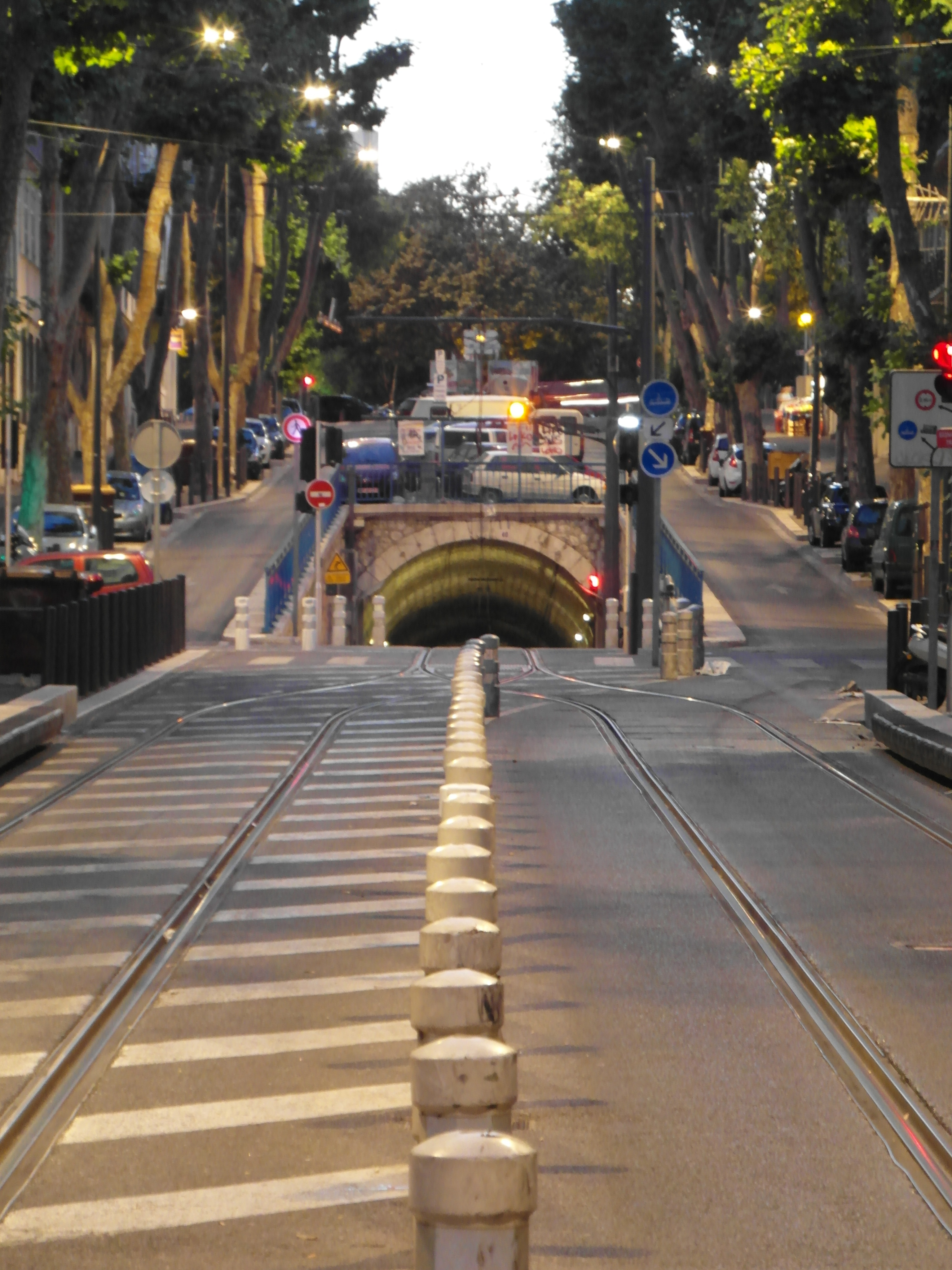
沙夫大道的地下電車隧道

沙夫大道（法語：Boulevard Chave，發音：[bulvaʁ ʃav]），法國馬賽的主要街道，建於1842年，得名自當地地主安德烈·沙夫，自1892年開始有電車行走。沙夫大道位於馬賽第五區，連接让·饶勒斯广场與马赛布朗卡尔德站，闊25米（82英尺），全長1,525米（5,003英尺）。